# خور مكسر

تعديل مصدري - تعديل

خور مكسر هي مدينة ومديرية تقع في  محافظة عدن في اليمن. يبلغ عدد سكانها 47,044 نسمة حسب احصائات عام 2004.

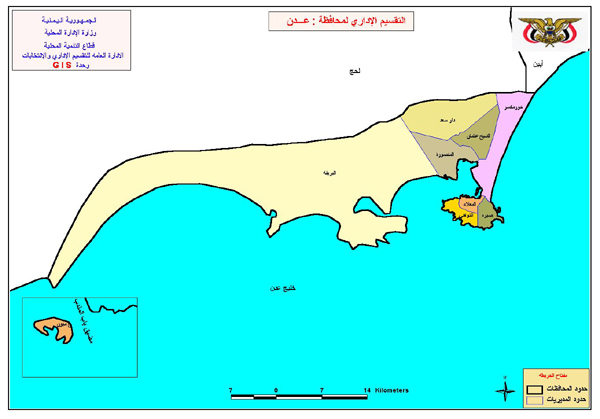
موقع المديرية في محافظة عدن

## التقسيم الإداري
الأحياء التابعة للمديرية:
| حي                    | عدد المساكن | عدد الأسر | الذكور | الأناث | الإجمالي |
| --------------------- | ----------- | --------- | ------ | ------ | -------- |
| حي النصر (عدن)        | 1419        | 1207      | 4319   | 4069   | 8388     |
| حي الرشيد (عدن)       | 328         | 313       | 1200   | 1201   | 2401     |
| حي السعادة (عدن)      | 2292        | 2120      | 7307   | 6699   | 14006    |
| حي الجلاء (عدن)       | 1464        | 1202      | 4513   | 3837   | 8350     |
| حي السلام (عدن)       | 725         | 697       | 2489   | 2269   | 4758     |
| حي أكتوبر (خور مكسر)  | 1242        | 1164      | 3755   | 3249   | 7004     |
| جزيرة العمال (العبيد) | 95          | 73        | 318    | 172    | 490      |
| الإجمالي              | 7565        | 6776      | 23901  | 21496  | 45397    |

## التسمية
يروي المؤرخون أن اسم مدينة خور مكسر اسم قديم ذكر قبل مئات السنين، والخور كان مكسراً منقسماً؛ ولذلك سموها خور مكسر، وكذلك يطلقون هذا الاسم على المكان الموجود فيه الجسر الذي يمر من تحته ماء البحر إلى حقول الملح، وأمَّا عمارة الجسر ترجع إلى أكثر من ألف سنة، وكان اسمه قنطرة المكسر، ويشير المؤرخ حمزة لقمان أن الجسر تهدم أكثر من مرة بفعل المعارك التي دارت عليه اخرها بين رجال السلطان محسن فضل والإنجليز عام 1840م، وأعيد بناؤه من جديد لأنه كان الوسيلة الوحيدة التي تربط عدن بالبر، وإلى شمال غرب المدينة توجد عدد من الملاحات الأثرية القديمة، وتشير المصادر التاريخية أن اليمنيين القدماء اهتموا باستخراج الملح وإقامة العديد من المنشآت المرتبطة بهذه الصناعة أهمها الملاحات.

## تاريخ
كانت خور مكسر موقعا عسكريا للقوات البريطانية وشيد فيه الاستعمار البريطاني الثكنات العسكرية للضباط والجنود. بعد أن تحولت قيادة القوات الجوية سنة 1927م إلى عدن اهتمت بريطانيا بحي خور مكسر. وشيدت فيه مطارا جويا عسكريا وبعض المعسكرات والمباني لجنود القاعدة الجوية.
وبعد الحرب العالمية الثانية خططت خور مكسر تخطيطا عمرانيا حديثا وفق الطراز الإنجليزي وامدتها المحكومة بكافة المرافق وجددت المطار العسكري وإلى جانبه شيد مطار خور مكسر المعروف الآن بمطار عدن الدولي وتبع ذلك بناء العديد من المنازل الخشبية التي تتكون بعضها من طابقين وبعضها الآخر من طابق واحد على النمط الهندسي الإنجليزي وبعض الفيلات المطلية بالطلاء الأبيض ولذلك عرفت هذه الوحدة السكنية بالوحدة البيضاء كما بنيت في خور مكسر أكبر المستشفيات وأهمها مستشفى إليزابيث الثانية.
وفي نهاية الخمسينات من القرن الماضي شيدت في منطقة الشابات Shopping Area من هذا الحي عدد من العمارات السكنية الكبيرة التي تعددت طوابقها وشققها وعبدت الشوارع وشيدت كافة المرافق العامة كالمدارس والمعاهد والحدائق العمومية والكازينوهات والمراقص ودور السينما والفنادق. وكانت كلها من أجل خدمة جنود القاعدة العسكرية البريطانية في شرق السويس بعد أن تحولت القاعدة البريطانية إلى عدن وأصبح حي خور مكسر من أفضل الأحياء الحديثة ذات الطراز البريطاني يسكنه الجنود والضباط الإنجليز والساهرون على خدمتهم من العرب وغيرهم. كما أن الخدمات العامة كالماء والكهرباء والاتصالات والمجاري قد اكتملت فيه وجددت المعسكرات القديمة في بداية الستينات من هذا القرن وتوسعت وقد بلغ عددها في خور مكسر أكثر من سبعة معسكرات مجهزة تجهيزا كاملا.

## المرجع
- http://yemen-nic.info/contents/Brief/images/aden.pdf
- الدليل الشامل محافظة عدن

1. ↑  الإطار العام للنتائج النهائية للسكان 2004م - محافظة عدن (PDF)، الجهاز المركزي للإحصاء اليمني، 6 يناير 2007، QID:Q116980757
2. ↑  المركز الوطني للمعلومات. نبذة تعريفية عن محافظة عدن. تاريخ الولوج 26 آذار 2011. نسخة محفوظة 16 يوليو 2017 على موقع واي باك مشين.